# Coupe d'Autriche de football 2025-2026
Navigation
ÖFB Cup 2024-2025 ÖFB Cup 2026-2027
La Coupe d'Autriche de football 2025-2026 est la 95e édition de la Coupe d'Autriche. Le vainqueur se qualifie pour les barrages de la Ligue Europa 2026-2027. Dans le cas où le gagnant de la coupe est déjà qualifié pour cette compétition ou mieux, la place est réattribuée au 3e du championnat 2025-2026.
La coupe adopte un format de match à élimination directe sans match retour, avec un tirage au sort à chaque tour. Lors des trois premiers tours, les clubs sont répartis géographiquement entre les régions Est et Ouest. Les clubs des divisions régionales (3e échelon ou inférieur) ont l'avantage à domicile pour le premier tour.
La fédération annonce que la finale se jouera bien au Wörthersee Stadion de Klagenfurt, et ce jusqu'au moins 2026.

## Clubs participants
Les clubs participants sont les clubs les plus haut classés de chaque État, en dehors des clubs de Bundesliga et de 2. Liga, qualifiés d'office avec obligation de participer sauf pour les équipes réserves.
La répartition par Land est de :
- 6 équipes :
  - Association de football de la Basse-Autriche

- 5 équipes :
  - Association de football de la Haute-Autriche
  - Association de football de la Styrie

- 4 équipes :
  - Association de football de Vienne
  - Association de football du Burgenland
  - Association de football de la Carinthie
  - Association de football du Tyrol
  - Association de football de la région de Salzbourg
  - Association de football du Vorarlberg

La liste des différents clubs participants à cette édition de la coupe d'Autriche :
| Bundesliga (12 clubs) | 2. Liga (12 clubs) |
| --- | --- |
| RB Salzbourg SK Sturm Graz Linz ASK FK Austria Vienne Rapid Vienne Wolfsberger AC Grazer AK TSV Hartberg WSG Tirol SC Rheindorf Altach FC Blau-Weiß Linz SV Ried | SC Austria Lustenau SKN Sankt Pölten SKU Amstetten Floridsdorfer AC First Vienna FC SV Austria Salzbourg FC Admira Wacker Kapfenberger SV Schwarz-Weiß Bregenz SV Stripfing FC Hertha Wels SK Austria Klagenfurt |

| Associations régionales                                                                                        | Associations régionales                                                                    | Associations régionales                                                             | Associations régionales                                                                 | Associations régionales                                                     |
| Basse-Autriche                                                                                                 | Haute-Autriche                                                                             | Styrie                                                                              | Vienne                                                                                  | Burgenland                                                                  |
| --- | ------------------------------------------------------------------------------------------ | ----------------------------------------------------------------------------------- | --------------------------------------------------------------------------------------- | --------------------------------------------------------------------------- |
| SV Horn (D3) Kremser SC (D3) FC Marchfeld Donauauen (D3) SC Retz (D3) FCM Traiskirchen (D3) SC Hirschwang (D5) | Union Dietach (D3) Union Gurten (D3) ASKÖ Oedt (D3) SV Wallern (D3) Union Vöcklamarkt (D4) | SC Kalsdorf (D3) SV Lafnitz (D3) ASK Voitsberg (D3) SC Weiz (D3) SV Tillmitsch (D4) | SV Donau Wien (D3) SR Donaufeld Wien (D3) Wiener Sport-Club (D3) SV Dinamo Helfort (D4) | SC Neusiedl (D3) SV Oberwart (D3) SC-ESV Parndorf (D3) UFC Jennersdorf (D4) |

| Carinthie                                                             | Tyrol                                                                   | Salzbourg                                                                          | Vorarlberg                                                               |
| --------------------------------------------------------------------- | ----------------------------------------------------------------------- | ---------------------------------------------------------------------------------- | ------------------------------------------------------------------------ |
| SK Treibach (D3) ATUS Velden (D3) FC Lendorf (D4) ATSV Wolfsberg (D4) | SC Imst (D3) FC Wacker Innsbruck (D3) SC Schwaz (D3) SVG Reichenau (D3) | SK Bischofshofen (D3) SV Kuchl (D3) SV Wals-Grünau (D3) FC Pinzgau Saalfelden (D3) | VfB Hohenems (D3) FC Lauterach (D3) FC Dornbirn 1913 (D3) SC Röthis (D4) |

## Calendrier
| Tour             | Date                        |
| ---------------- | --------------------------- |
| 1er tour         | 25 - 27 juillet 2025        |
| 2e tour          | 26 - 28 août 2025           |
| 3e tour          | 28 - 30 octobre 2025        |
| Quarts de finale | 30 janvier - 1 février 2026 |
| Demi-finales     | 3 - 5 mars 2026             |
| Finale           | 1 mai 2026                  |

## Résultats
Qualifications
- Qualification pour le prochain tour

Abréviations
T : Tenant du titre

### Premier tour
Le tirage au sort a lieu le mercredi 18 juin 2025 sur la chaîne autrichienne ORF, il est effectué par Wilhelm Kreuz ancien footballeur et entraîneur autrichien ayant notamment joué pour Feyenoord. 
| Domicile                    | Résultat        | Extérieur                  |
| 25 juillet 2025             | 25 juillet 2025 | 25 juillet 2025            |
| --------------------------- | --------------- | -------------------------- |
| SR Donaufeld Wien (D3)      | -               | Floridsdorfer AC (D2)      |
| SC-ESV Parndorf (D3)        | -               | SV Ried (D1)               |
| SV Wallern (D3)             | -               | Wolfsberger ACT (D1)       |
| SVG Reichenau (D3)          | -               | VfB Hohenems (D3)          |
| Kremser SC (D3)             | -               | SKU Amstetten (D2)         |
| SC Kalsdorf (D3)            | -               | SKN St. Pölten (D2)        |
| SC Imst (D3)                | -               | FC Hertha Wels (D2)        |
| SC Weiz (D3)                | -               | FC Admira Wacker (D2)      |
| FC Dornbirn 1913 (D3)       | -               | Grazer AK (D1)             |
| Union Gurten (D3)           | -               | SV Wals-Grünau (D3)        |
| FC Lauterach (D3)           | -               | SC Schwaz (D3)             |
| FC Marchfeld Donauauen (D3) | -               | UFC Jennersdorf (D4)       |
| ATUS Velden (D3)            | -               | SC Neusiedl am See (D3)    |
| SR Donaufeld Wien (D3)      | -               | Floridsdorfer AC (D3)      |
| Union Vöcklamarkt (D4)      | -               | Schwarz-Weiß Bregenz (D2)  |
| FCM Traiskirchen (D3)       | -               | WSG Tirol (D1)             |
| SV Horn (D3)                | -               | SK Austria Klagenfurt (D2) |
| SV Tillmitsch (D4)          | -               | First Vienna FC (D2)       |
| SK Treibach (D3)            | -               | FC Blau-Weiß Linz (D1)     |
| SV Oberwart (D3)            | -               | ATSV Wolfsberg (D4)        |
| SK Bischofshofen (D3)       | -               | SK Sturm Graz (D1)         |
| 26 juillet 2025             |                 |                            |
| SV Dinamo Helfort (D4)      | -               | Kapfenberger SV (D2)       |
| ASKÖ Oedt (D3)              | -               | SV Austria Salzbourg (D2)  |
| SC Hirschwang (D5)          | -               | SC Rheindorf Altach (D1)   |
| Union Dietach (D3)          | -               | RB Salzbourg (D1)          |
| SV Kuchl (D3)               | -               | SC Austria Lustenau (D2)   |
| Wiener Sport-Club (D3)      | -               | Linz ASK (D1)              |
| SV Lafnitz (D3)             | -               | TSV Hartberg (D1)          |
| SC Retz (D3)                | -               | SV Stripfing (D2)          |
| FC Lendorf (D4)             | -               | SV Donau Wien (D3)         |
| 27 juillet 2025             |                 |                            |
| ASK Voitsberg (D3)          | -               | FK Austria Vienne (D1)     |
| FC Pinzgau Saalfelden (D3)  | -               | SC Röthis (D4)             |
| FC Wacker Innsbruck (D3)    | -               | Rapid Vienne (D1)          |

## Nombre d'équipe par tour et par division

### Nombre d'équipes par tour et division
| Ligue / Tours | 1er tour | 2e tour | 3e tour | Quarts de finale | Demies finale | Finale | Vainqueur |
| ------------- | -------- | ------- | ------- | ---------------- | ------------- | ------ | --------- |
| Bundesliga    | 12       |         |         |                  |               |        |           |
| 2.Liga        | 12       |         |         |                  |               |        |           |
| Regionalliga  | 32       |         |         |                  |               |        |           |
| Landesliga    | 7        |         |         |                  |               |        |           |
| 2. Landesliga | 1        |         |         |                  |               |        |           |
| Total         | 64       | 32      | 16      | 8                | 4             | 2      | 1         |

1. ↑  (D5, Basse-Autriche)